# Giro delle Fiandre femminile 2012
Il Giro delle Fiandre femminile 2012, nona edizione della corsa e valido come terza prova dell'Coppa del mondo di ciclismo su strada femminile 2012, si svolse il 1º aprile 2012 su un percorso di 127,4 km, con partenza e arrivo ad Oudenaarde, in Belgio. La vittoria fu appannaggio della tedesca Judith Arndt, che completò il percorso in 3h19'05", alla media di 35,396 km/h, precedendo la statunitense Kristin Armstrong e la canadese Joëlle Numainville.
Sul traguardo di Oudenaarde 70 cicliste portarono a termine la competizione.

## Ordine d'arrivo (Top 10)
| Pos. | Corridore          | Squadra     | Tempo    |
| ---- | ------------------ | ----------- | -------- |
| 1    | Judith Arndt       | GreenEDGE   | 3h19'05" |
| 2    | Kristin Armstrong  | USA         | a 2"     |
| 3    | Joëlle Numainville | Canada      | a 30"    |
| 4    | Kirsten Wild       | AA-Drink    | s.t.     |
| 5    | Adrie Visser       | Skil        | s.t.     |
| 6    | Ellen van Dijk     | Specialized | s.t.     |
| 7    | Loes Gunnewijk     | GreenEDGE   | s.t.     |
| 8    | Christine Majerus  | GSD Gestion | s.t.     |
| 9    | Anna v. d. Breggen | Sengers LCT | s.t.     |
| 10   | Alena Amialiusik   | BePink      | s.t.     |